# Shanwang
Shanwang (kinesiska: 山王) är en köping  i östra Kina. Den ligger i stadsdistriktet Bagongshan i staden Huainan i provinsen Anhui, omkring 99 kilometer nordväst om provinshuvudstaden Hefei. Antalet invånare är 49520. Befolkningen består av 24 289 kvinnor och 25 231 män. Barn under 15 år utgör 12,0 %, vuxna 15-64 år 77 %, och äldre över 65 år 10,0 %.